# Марћин Гортат
Марћин Јануш Гортат (пољ. Marcin Janusz Gortat; Лођ, 17. фебруара 1984) је бивши пољски кошаркаш. Играо је на позицији центра.
Његов отац је бивши боксер Јануш Гортат. На НБА драфту 2005. године био је укупно 57. пик који су одабрали Финикс санси, али је одмах мењан у екипу Орландо меџика.
Гортат је каријеру започео у екипи ЛКС Лођ из родног града, док професионалну каријеру започиње у немачкој екипи Келна, где је играо три сезоне. Године 2006. са том екипом освојио је немачко првенство (Бундеслигу).

## НБА каријера
Дана 20. новембра 2007. године Гортат почиње да наступа за екипу Анахајм арсенал у НБА развојној лиги. Дана 2. децембра исте године је повучен и враћен својој матичној екипи, Орландо меџику. Своју прву НБА утакмицу одиграо је 1. марта 2008. против Њујорк никса. До краја сезоне 2007/08. Гортат наступа за екипу Орланда у 14 утакмица рачунајући и 8 утакмица плејофа.
Дана 16. априла 2008. у последњој утакмици сезоне, мало коришћени Гортат искористио је велику минутажу од 28 минута и са 12 кошева и 11 скокова водио Орландо меџик до победе од 103:83 против Вашингтон визардса.
Дана 15. децембра 2008. први пут је започео утакмицу у стартној петорци уместо повређеног Двајта Хауарда, и у 28 минута имао учинак од 16 поена и 13 скокова. Дана 13. априла 2009. Гортат поново започиње утакмицу уместо повређеног Хауарда и у минутажи од готово 43 минута постиже учинак од највише скокова у НБА каријери (18 скокова) чему придодаје 10 кошева.
Дана 30. априла 2009. први пут започиње у стартној петорци у плејофу у шестој утакмици против Филаделфије sевентисиксерса, а и у тој утакмици је наступао уместо Хауарда који је суспендован у петој утакмици. Марћин Гортат бриљирао је и у тој утакмици постигавши учинак од 11 кошева и 15 скокова, те је на тој утакмици Орландо елиминисао свог противника из даљег такмичења скором победа 4-2.
Дана 8. јула 2009. Гортат постаје ограничени слободни играч и потписује понуду од 34 милиона долара на пет година коју су дали Далас маверикси. Орландо mеџик је касније, 13. јула исте године, ускладио своју понуду са Даласом, тако да је Гортат остао у редовима Меџика.
Наиме, према НБА правилима, слободни играч са ограниченим правима може прећи у други НБА клуб који му да понуду. Постојећи клуб може га задржати само ако играчу понуди уговор који је идентичан ономе из супарничке екипе.
Дана 18. децембра 2010. НБА клубови Орландо меџик и Финикс санси извршили су замену. У редове Санса отишли су Марћин Гортат, Винс Картер, Микаел Пјетрус, 3.000.000 долара и право на пика прве рунде на НБА драфту 2011. године. С друге стране из Финикс санса су у Орландо меџик отишли Хидајет Туркоглу, Џејсон Ричардсон и Ерл Кларк.
Гортат је у фебруару 2020. објавио крај играчке каријере.

## Успеси

### Клупски
- Келн:
  - Првенство Немачке (1): 2005/06.
  - Куп Немачке (3): 2004, 2005, 2007.